# Ao Vivo (álbum de Milton Nascimento)
| Críticas profissionais | Críticas profissionais |
| Avaliações da crítica  | Avaliações da crítica  |
| Fonte                  | Avaliação              |
| ---------------------- | ---------------------- |
| Allmusic               | [ 1 ]                  |

Ao Vivo é um álbum do cantor e compositor Milton Nascimento, gravado ao vivo em São Paulo, nos dias 1, 2, 3 de novembro de 1983, pela gravadora BMG/Ariola, lançado no dia 21 de dezembro de 1983. O disco traz como destaque uma das faixas inéditas "Coração de Estudante", composta por Milton em parceria com Wagner Tiso, que fez a direção musical e os arranjos do disco, além de reger uma orquestra de mais de 30 músicos. O disco conta com a participação de Gal Costa dividindo os vocais nas faixas "Um Gosto de Sol", do álbum Clube da Esquina (1972) e "Solar", lançada por Gal no disco Minha Voz (1982).

## Recepção
Alvaro Neder, em um estudo retrospectivo pela Allmusic, afirma que não há nada de novo nesse trabalho: Milton Nascimento interpreta com uma habitual competência e expressividade grandes sucessos como "A Noite Do Meu Bem", "Paisagem Na Janela" (era do Clube da Esquina), "Nos Bailes da Vida" e "Para Lennon E McCartney". Além disso, conforme o revisor, Milton mostra canções muito nacionalistas ligadas ao período final do Regime Militar tais como a escolar "Coração de Estudante", "Menestrel das Alagoas" (dedicada a Teotônio Vilela, um político que enfrentou o regime), e "Brasil", onde canta sobre um solo de bateria energética. Ainda de acordo com o crítico, o álbum não marca novos rumos na obra de Nascimento, que representa boas interpretações de seus sucessos com novas releituras com orquestra e cantora convidada Gal Costa.

## Faixas
| Um lado: E a lua mostra sua face iluminada |                        |                                                                             |         |  |
| N.º                                        | Título                 | Compositor(es)                                                              | Duração |  |
| 1.                                         | "Coração de estudante" | Tiso e Nascimento                                                           | 3:57    |  |
| 2.                                         | "A noite do meu bem"   | Dolores Duran                                                               | 3:39    |  |
| 3.                                         | "Paisagem na janela"   | Fernando Brant e Lô Borges                                                  | 3:17    |  |
| 4.                                         | "Cuitelinho"           | recolhido do folclore popular, adaptação de Paulo Vanzolini e Antonio Xandó | 3:30    |  |
| 5.                                         | "Caxangá"              | Nascimento e Brant                                                          | 4:05    |  |
| 6.                                         | "Nos bailes da vida"   | Nascimento e Brant                                                          | 4:37    |  |

| Outro lado: A terra é azul |                                                        |                                           |         |  |
| N.º                        | Título                                                 | Compositor(es)                            | Duração |  |
| 7.                         | "Menestrel das Alagoas"                                | Nascimento e Brant                        | 3:19    |  |
| 8.                         | "Brasil"                                               | Nascimento e Brant                        | 2:36    |  |
| 9.                         | "Canção do novo mundo"                                 | Beto Guedes e Ronaldo Bastos              | 3:32    |  |
| 10.                        | "Um gosto de sol" (participação especial de Gal Costa) | Milton Nascimento e Ronaldo Bastos        | 5:15    |  |
| 11.                        | "Solar" (participação especial de Gal Costa)           | Nascimento e Brant                        | 2:31    |  |
| 12.                        | "Para Lennon e McCartney"                              | Lô Borges, Márcio Borges e Fernando Brant | 5:24    |  |
| 13.                        | "Maria Maria" (orquestrada)                            | Nascimento e Brant                        | 1:13    |  |

## Músicos convidados
- Hélio Delmiro: guitarra
- Wagner Tiso: piano, acordeon em "Cuitelinho" e regência
- Paulinho Carvalho: baixo
- Robertinho Silva: bateria e percussão
- Esdras "Neném" Ferreira: bateria e percussão

### Instrumentinos
- Salvador Ilson Masano: oboé
- Marco Antônio Cancello: flauta
- Grace Henderson: flauta
- Izidoro Longano: clarinete
- Alain Lacour: fagote

### Metais
- Mário Rocha: trompa
- Daniel Havens: trompa
- Geraldo Aurienti (Feopudo): trompete
- Manoel E. dos Santos: trompete
- Dorival Auriani (Buda): trompete
- Mauro Miola: trompete
- Arlindo Bonadio: trombone
- Severino Gomes (Bill): trombone

### Cordas
- Elias Sion: violino spalla
- German Wainrot: violino e arregimentação
- Antonio Felix Ferrer: violino
- Luiz Carlos Campos Marques: violino
- Audino Nunes: violino
- Jorge Gisbert: violino
- Ricardo Morato: violino
- Loriano Rabarchi: violino
- Orlando Digenova: violino
- Jorge Salim Filho: violino
- Paschoal Perrota: violino
- Geza Kiszely: viola
- Newton Sernulo Nascimento: viola
- Alwine Johanes Oelsner: viola
- Michel Verebes: viola
- Paulo Taccetti: cello
- Kim Diane Cook: cello
- Zygmunt Kuballa: cello
- Nelzimar G. Neves: cello
- Gabriel Balhis: baixo

## Ficha técnica
- Produção, gravação e mixagem: Marco Mazzola
- Gravado ao vivo no Palácio das Convenções do Anhembi, dias 1, 2 e 3 de novembro de 1983
- Idealizado e dirigido por Milton Nascimento e Márcio Ferreira
- Orquestração e direção musical: Wagner Tiso
- Assistentes de produção e direção: Antonio Foguete e Eva Strauss
- Assistente de produção: Beth Campos
- Engenheiros de gravação: Luigi Hoffer (direção), Ary Carvalhaes, e Marcus Vinicius
- Auxiliares: Douglas Martins, Garpar, Márcio Gama e Ivo
- Engenheiros de manutenção: Carlos Rancconi e Paulo Cesar Succar
- Engenheiro de mixagem: Marco Mazzola
- Assistentes: Ary e Luigi (Help!)
- Auxiliar: Márcio
- Capa e programação visual: Márcio Ferreira
- Ilustração: Eduardo Pardal
- Fotografia Terra e Lua: NASA
- Fotografia Milton: Márcio Ferreira
- Coordenação gráfica: J.C. Mello

## Catálogos
- LP: 817307 - 1 (1983)
- K7: 817307 - 4 (1983)
- CD: 817307 - 2 (1987, 1991)